# 桑德森山
桑德森山（英語：Mount Sanderson）是南極洲的山峰，位於亞歷山大一世島北部，處於魯昂山脈以南，海拔高度約2,300米，英國南極名稱諮詢委員會在1980以冰川學家命名，現時由南極條約體系管理。